# Sven Hussock

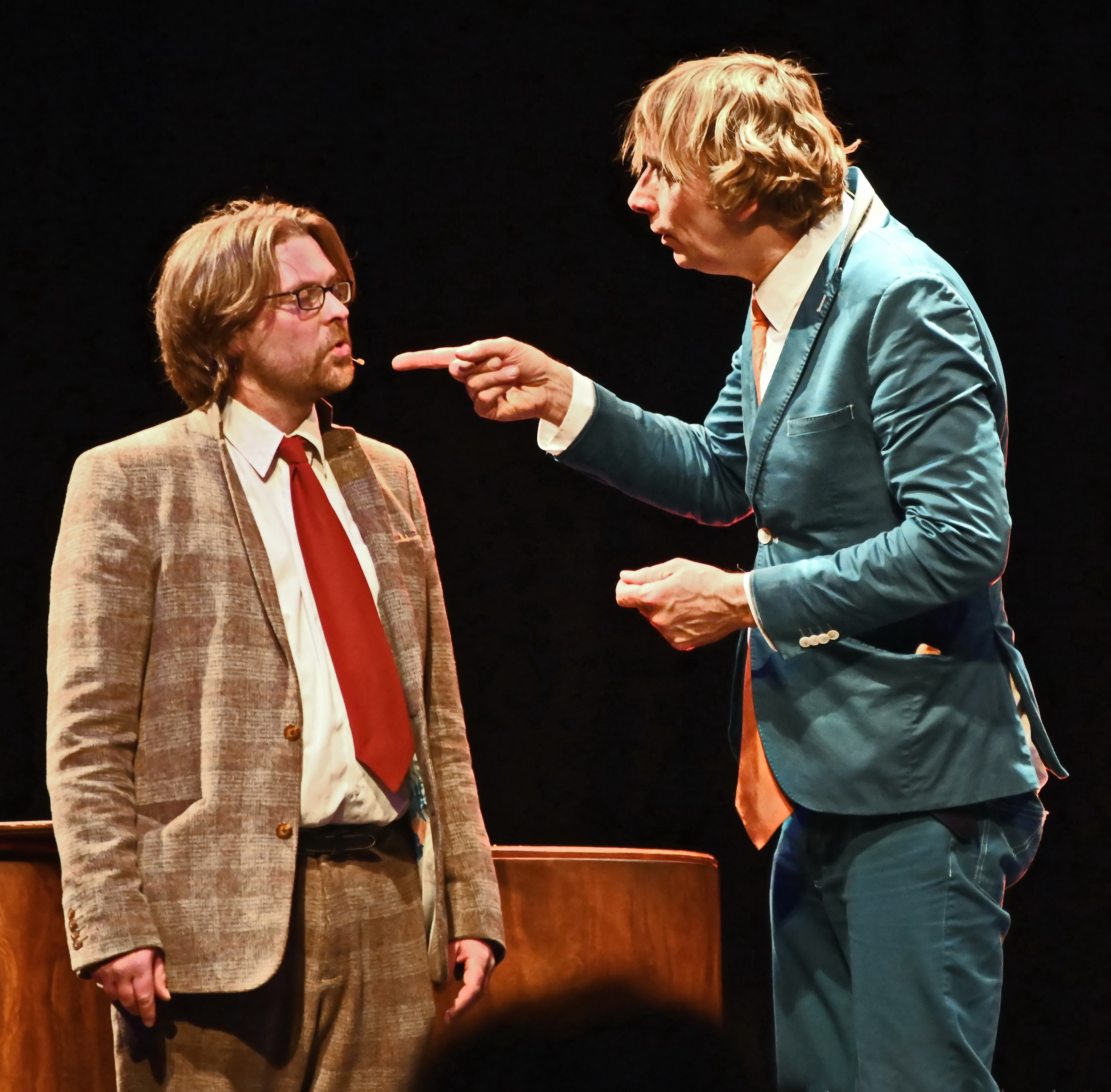
Sven Hussock (links) mit Arnd Schimkat in Must be Love, 2019

Sven Hussock (* 18. Juli 1984 in Frankfurt am Main) ist ein deutscher Schauspieler und Sprecher.

## Leben
Hussock wuchs in Frankfurt am Main auf und begann nach dem Abitur eine Schauspielausbildung an der Bayerischen Theaterakademie August Everding in München. Seitdem arbeitete er an einigen deutschen Bühnen (u. a. Theater Münster, Schauspiel Frankfurt) sowie bei mehreren Freilicht- und Tourneetheaterproduktionen.
2018 spielte er den Dirigenten Daniel Daréus in der Produktion Wie im Himmel bei den Kreuzgangspielen und ist seit 2017 in der Rolle des Maik Klingenberg in der Produktion TSCHICK am kleinen theater in Landshut zu sehen. Außerdem spielt er bereits seit 2008 im Ensemble von „Black Rider“ am Metropoltheater München unter der Regie von Jochen Schölch. Seit 2019 tourt er zusammen mit Arnd Schimkat alias Arthur Senkrecht mit dem Comedy Theater Must be Love unter der Regie von David Shiner.
Im Film und Fernsehen spielte Sven Hussock in Hubert ohne Staller.
Als Sprecher ist er  für den Bayerischen Rundfunk tätig. 2017 war er der Erzähler beim Hörspiel Elvis und der fliegende Holländer, einer Koproduktion von BR-Klassik und der Deutschen Grammophon Gesellschaft (DGG). Das Hörspiel war für den Deutschen Kinderhörspielpreis nominiert.
Weiterhin arbeitet er als Synchronschauspieler und Werbesprecher.
2018 schloss er eine Weiterbildung im Studiengang Theater- und Musikmanagement der Ludwig-Maximilians-Universität München und des Deutschen Bühnenvereins ab. Hussock arbeitet auch als Theaterregisseur. Zu seinen Stationen gehören das TdA Stendal sowie Landestheater und Kulturmobil Niederbayern.
Sven Hussock lebt mit seiner Frau und seinen beiden Kindern in München.

## Filmografie (Auswahl)
- 2008: 112 – Sie retten dein Leben (Fernsehserie)[5]
- 2009: Charles Darwin – Ein faszinierendes Forscherleben (TV-Reihe)
- 2009: Von Mäusen und Lügen (Fernsehfilm)
- 2019: Hubert ohne Staller
- 2020: Nicht dein Ernst! WDR (TV Show)
- 2021: Um Himmels Willen (Fernsehserie)
- 2022: Watzmann ermittelt (Krimiserie)
- 2023: Aktenzeichen XY … ungelöst

## Theaterproduktionen (Auswahl)
- 2020: INDIEN – Theaterkultur (Tournee)
- 2019: Must be Love – T.O.B. Berlin (Tournee)
- 2018: Wie im Himmel – Kreuzgangspiele
- 2017: Tschick – kleines Theater Kammerspiele Landshut
- 2016–2018: Der Sturm – kleines Theater Kammerspiele Landshut
- 2014–2016: Die Päpstin – Theaterlust (Tournee)
- 2014–2015: König der Herzen – A.gon Theater (Tournee)
- 2012: Das fliegende Kind – Theater Münster
- 2009: Kirschgarten – Staatstheater Darmstadt in Coop. mit O-Team
- 2010: Minus Odysseus – Prinzregententheater
- 2008: 2019 – Black Rider – Metropoltheater München

## Regie – Theater (Auswahl)
- 2012: Von einem, der auszog das Fürchten zu lernen – Kulturmobil Niederbayern
- 2013: Der fliegende Holländer – (Schauspielgroteske) – Kulturmobil Niederbayern
- 2014: Der Revisor – Kulturmobil Niederbayern
- 2013: Meister Eder und sein Pumuckl – Landestheater Niederbayern
- 2013: Barfuß im Park  – Theater der Altmark Stendal
- 2013: Die Schneekönigin – Theater der Altmark Stendal
- 2014: Pension Schöller – Landestheater Niederbayern
- 2018: Das Original – Theater der Altmark Stendal